# Epístola farcida de sant Esteve
L'Epístola farcida de sant Esteve o Plant de sant Esteve és un text en llengua vulgar del segle xii a França o XIII a Catalunya i Provença, del qual es conserven diverses versions. Es va difondre a les esglésies occitanes i es va cantar a Ais de Provença fins al segle xix.
Es coneixen dotze versions catalanes d'aquesta epístola, totes pertanyents a un tipus únic. En el cas de les franceses hi ha almenys sis grups. L'extensió de les versions catalanes va de Perpinyà a València. De Mallorca no se'n conserva cap però se sap que el 1511 es cantava a la Catedral de Mallorca. Es conserven les versions d'Olot, Girona, Rupià, Sant Llorenç d'Hortons, les terres nord-orientals del Principat, Perpinyà, Vic, una d'origen desconegut conservada a la Biblioteca de Catalunya i dues de València. La més recent és la impresa el 1511 a la seu d'Elna i la primera és la versió d'Àger de mitjan del selgle XII i també conservada a la Biblioteca de Catalunya. Les primeres versions són d'un català aprovençalat.
La versió conservada a la Catedral de València, anomenada Planchs de sant Esteve es refereix a fragments dels capítols 6 i 7 dels Fets dels apòstols amb el farcit en català. Són estrofes en forma de quartetes monorimes agudes de 8 síl·labes, o de 4 versos octosíl·labos, assonants i monorims. La melodia és el to propi de la lectura i el farcit amb la meolodia de l'himne Veni Creator Spiritus.
Les epístoles farcides són textos bíblics que abans del Concili Vaticà II es llegien a l'inici de la missa i que algun moment incorporen un farciment a mode de text per amplificar el contingut. En concret, el lector o subdiaca cantava la lectura bíblica en fragments i un altre lector anava omplint els espais amb paràfrasis del text problamat, en llatí o en la llengua vulgar. Va ser una pràctica recurrent, sobretot a França, del segle xi al XIV. Mostren un ús antic de la llengua vulgar en la litúrgia.
Al llibre Literatura catalana antiga de 1961, Joaquim Molas i Josep Romeu situen entre les primeres manifestacions literàries les Homilies d'Organyà, l'Epístola farcida de sant Esteve i el plany Augats senyors qui credets Déu lo paire.